# Daisy Bates (Autorin)

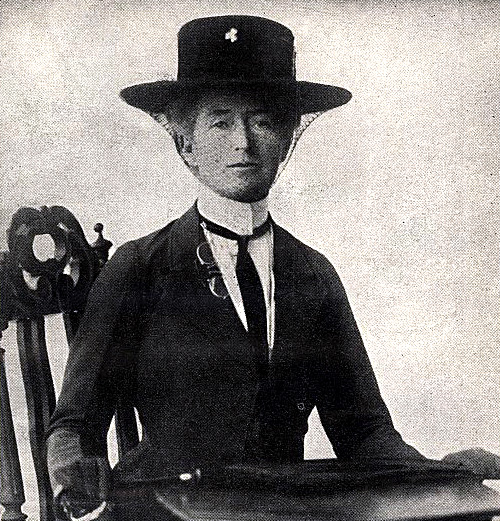
Daisy Bates (1921)

Daisy May Bates CBE (geborene Daisy May O’Dwyer; verheiratete Daisy May Murrant; * 16. Oktober 1859 in Roscrea im County Tipperary, Irland; † 18. April 1951 in Adelaide, South Australia, Australien) war eine irischstämmige australische Journalistin.
Ihr Leben war für die damalige Zeit bemerkenswert, da sie als Weiße alleine in der unfruchtbaren Nullarbor-Wüste unter Aborigines lebte. Sie war die einzige weibliche Person, die damals von einer australischen Kolonialregierung ein Gehalt zum Studium des Lebens der Aborigines finanziert bekam. Sie wurde zu ihrer Ehre und für ihr Engagement von den Aborigines in ihrer Sprache Kabbarli (deutsch: Großmutter) genannt.

## Privates Leben
Daisy Bates war die Tochter von James Edward O’Dwyer und Marguarette, geborene Hunt. Ihre Mutter starb am 20. Dezember 1862 an Tuberkulose. Daisy hatte eine unbehütete Kindzeit und wuchs bei Verwandten in Roscrea auf. Im Alter von 23 Jahren ging sie nach Australien, um zu gesunden, da angenommen wurde, dass sie sich mit Tuberkulose infiziert habe. Dort lebte sie in Townsville und später bei Freunden der Familie, die bereits zuvor immigriert waren. Sie fand Arbeit in einer Viehzuchtstation als Gouvernante.
Am 13. März 1884 heiratete sie Breaker Morant (auch: Harry Harbord Morant, Edwin Henry Murrant), doch die Ehe scheiterte schon nach kurzer Zeit. Sie ging anschließend nach New South Wales und heiratete John (Jack) Bates am 17. Februar 1885. Später im gleichen Jahr heiratete sie Ernest C. Baglehole, einen Seemann und Viehtreiber, am 10. Juni 1885 in der St Stephen’s Anglican Church bei Sydney. Am 26. August 1886 wurde ihr Sohn Arnold Hamilton Bates in Bathurst in New South Wales geboren. Die Ehe hielt wegen langer Trennungszeiten nicht; sie kehrte Februar 1894 nach England zurück, wo sie als Journalistin eine Anstellung fand und fünf Jahre lang blieb.

## Leben mit Aborigines
Nach ihrer Rückkehr nach Australien im Jahr 1899 ging sie in eine Aborigines-Missionsstation an der Beagle Bay, im Norden von Broome. Sie interessierte sich dort für die Verwandtschaftsverhältnisse und Lebensweisen der Aborigines und sammelte Vokabeln, beobachtete deren Rituale und Gebräuche.
Daisy Bates wurde von der Regierung von Western Australia beauftragt, die Anthropologie der Stämme der Aborigines zu untersuchen und stellte Daten über deren Sprachen, Mythen, Religion und Verwandtschaftsverhältnisse zusammen.
In einer bedeutenden Studie belegte sie 1905, dass gleiche Heiratsregeln für die nördlichen und südlichen Stämme gelten. Um 1910 hatte sie ihre schriftlichen Ausführungen über die Aborigines vervollständigt, die allerdings verloren gingen. Alfred Radcliffe-Brown, der eine Studie über die nordwestlichen Aborigines durchführte, nahm sie aufgrund ihrer Erfahrungen in sein Expeditionsteam auf. Allerdings widmete sie sich in dieser Maßnahme vor allem dem Wohlergehen der indigenen Bevölkerung, dem Schicksal und der gesundheitlichen Verfassung jener Aborigines, die im Exil getrennt nach Männern auf Bernier Island und nach Frauen auf Dorre Island leben mussten. Sie gab an, dass dieses Anliegen jenes gewesen sei, auf Grund dessen die Aborigines sie in ihrer Sprache Kabbarli nannten, die Großmutter.

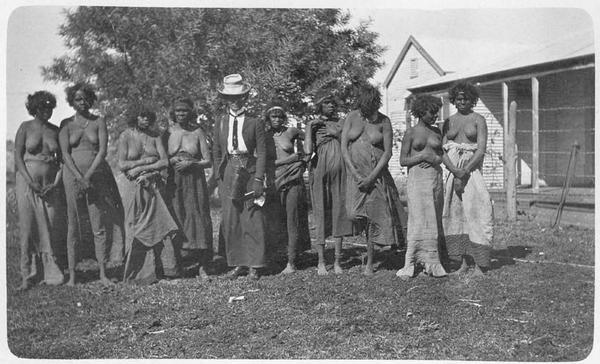
Daisy Bates in einer Gruppe von Aborigines-Frauen (um 1911)

1912 lebte Bates erstmals in unwirtlichen, isolierten Camps unter den Mirning-Aborigines bei Eucla in der Nullarbor-Wüste, wofür sie bekannt wurde und zu Vorträgen in die östlichen Städte Australiens eingeladen wurde. Um in die Städte zu gelangen, durchquerte sie die südliche Nullarbor-Wüste auf einer Strecke von etwa 400 Kilometern in einem kleinen Karren, der von Kamelen gezogen wurde.
1915 kehrte sie ins Gebiet von Mirning an deren östlicher Grenze bei Yalata zurück. 1918 scheiterte sie mit ihrem Anliegen, bei der Regierung von South Australia Unterstützung und Gelder für Medizin zu erhalten. Trotzdem blieb sie 16 Jahre in Ooldea, einer Wasser-Tankstelle der Australian Railway, die Australien quert. Dort hatten sich Aborigines niedergelassen. Die Reisenden konnten ihre bemerkenswerte Arbeit zum Wohl der Aborigines selbst in Augenschein nehmen.
1932 freundete sie sich mit der Schriftstellerin Ernestine Hill an, die sie dabei unterstützte, ihre Autobiographie My Natives and I in verschiedenen Zeitungen zu publizieren. Um ihre Erkenntnisse in Schriftform zu bewahren, bezahlte ihr die Regierung 1936 ein Gehalt. Sie hinterließ 99 Ordner, die sich in der Commonwealth National Library befinden. Daisy Bates schrieb 270 Artikel in Zeitschriften. 1938 publizierte sie The Passing of the Aborigines. 1945 war sie wegen ihrer Gesundheit gezwungen nach Adelaide zu gehen.
Nach ihrem Tod in einem Altersheim wurde sie auf dem Adelaide's North Road Cemetery beerdigt.
Ihr Leben fand Niederschlag in der Oper The Young Kabbarli, geschrieben von Lady Casey und mit Musik von Margaret Sutherland.

## Publikationen
- The Passing of the Aborigines: A Lifetime Spent Among the Natives of Australia
- The Long Shadow of Little Rock: A Memoir